# Brezons
Cet article concerne une commune française. Pour la rivière française, voir Brezons (rivière).
Brezons est une commune française située dans le département du Cantal en région Auvergne-Rhône-Alpes.

## Géographie
La commune de Brezons, traversée par le 45e parallèle nord, est de ce fait située à égale distance du pôle Nord et de l'équateur terrestre (environ 5 000 km).
La commune de Brezons, sur le territoire de l'ancien canton de Pierrefort, s’étend sur une superficie de 43,2 km2 à l’extrémité sud ouest du parc naturel régional des Volcans d'Auvergne. Elle comptait, à la fin du XIXe siècle, une population de 951 habitants quasiment autant que le chef-lieu de canton, Pierrefort. En 2010, 206 habitants (quatre habitants au km2) partagent une activité essentiellement tournée vers l’élevage de montagne dont on connaît les difficultés économiques actuelles.
Cette ancienne vallée glaciaire qui s’étage entre 785 et 1 813 m d’altitude a été décrite par Haroun Tazieff comme l’une des plus belles d’Europe. Avec 968 ha inscrits en zone Natura 2000, à une demi-heure de marche du Plomb du Cantal ouvrant sur les stations du Lioran et de Prat de Bouc, l’isolement de Brezons fait aussi sa valeur comme lieu de ressourcement privilégié au sein des monts du Cantal.
Fin 2008, la municipalité a décidé de développer l’attractivité de son territoire pour mettre ces ressources à disposition d’un tourisme local intelligent et durable, afin d’offrir à terme une nouvelle dynamique économique et humaine à sa population.
La station de sports d'hiver et d'été de Prat de Bouc se situe à 20 kilomètres environ de Brezons.

### Communes limitrophes
Les communes limitrophes sont  Albepierre-Bredons, Cézens, Malbo, Pailherols, Paulhac, Pierrefort, Saint-Jacques-des-Blats et Saint-Martin-sous-Vigouroux.
| Saint-Jacques-des-Blats, Pailherols | Albepierre-Bredons | Paulhac |
| Malbo                               | Brezons            | Cezens  |
| Saint-Martin-sous-Vigouroux         | Pierrefort         |         |

### Patrimoine paysager et bâti

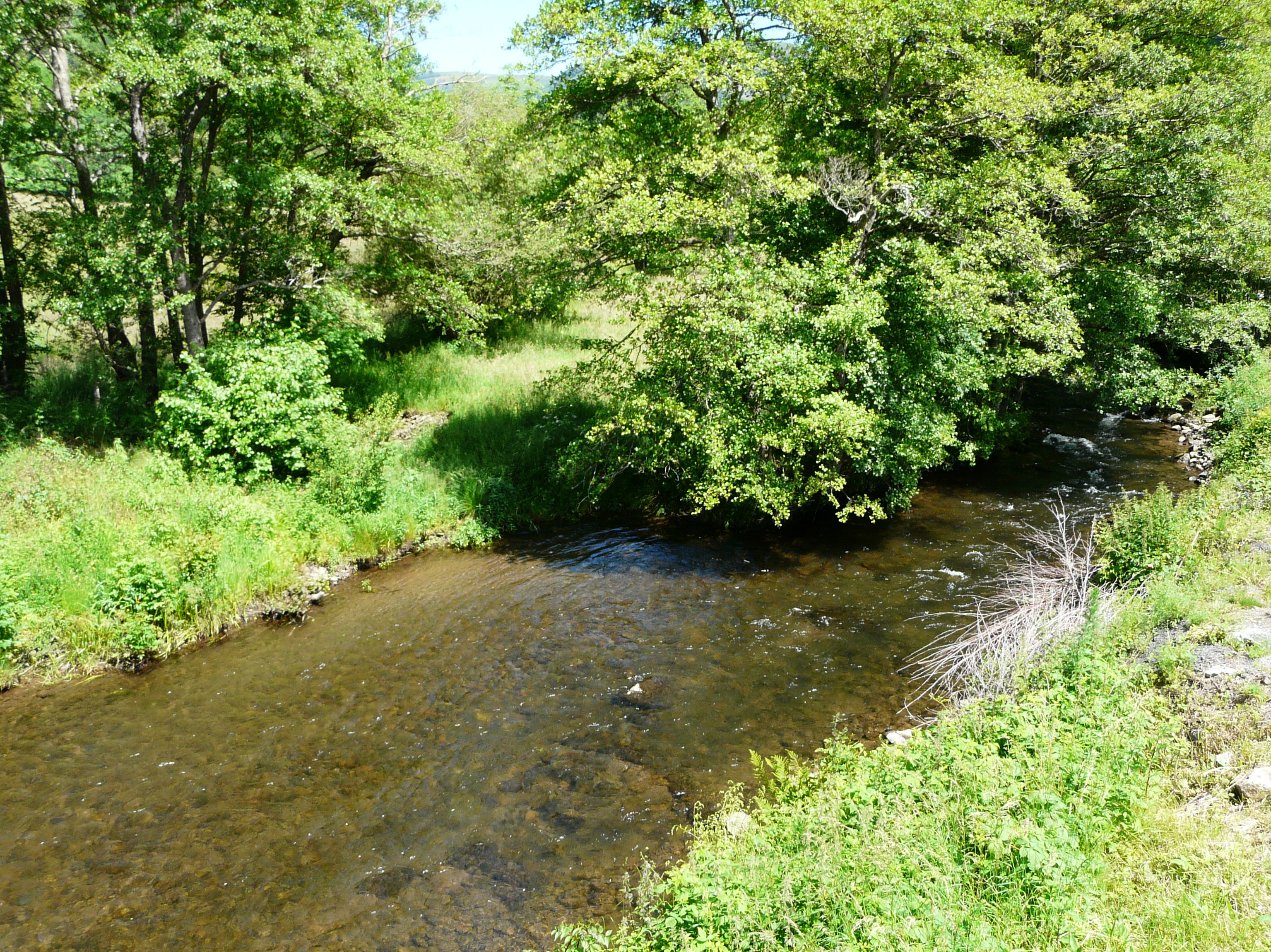
Le Brezons en amont de la route départementale 57.

Le patrimoine paysager de cette vallée glaciaire creusée dans le massif volcanique des monts du Cantal offre trois niveaux de végétation :
- Un premier étage de pâtures autour de la rivière de 1re catégorie, le Brezons, et des hameaux qui s’échelonnent sur une quinzaine de kilomètres. La vallée est desservie par une petite voie départementale, la D 39, qui relie le bourg de Brezons et Le Bourguet avant de remonter vers le col de la Griffoul et par une étroite voie communale s’arrêtant au bout de la vallée, à 1 080 mètres d’altitude, avec un parc de stationnement au lieu-dit Sanissage pour une vingtaine de véhicules permettant de se rendre à la cascade du Saut de la Truite. Depuis l'aire de stationnement de Sanissage, trois sentiers de randonnée ont été aménagés et balisés pour accéder aux cascades de la Haute-Vallée.
- Un second étage de forêts, essentiellement des hêtraies, sur les pentes difficiles d’accès qui constituent les rebords de la vallée en auge. Les dizaines de cascades lovées dans ces bois et surgissant dans les pâtures sous-jacentes constituent l’une des beautés secrètes de cette vallée. Une « boucle des cascades », au départ de celle du « Saut de la truite », permet d'arriver au pied du Plomb du Cantal, par un versant sauvage, sans remontées mécaniques : le cirque de Grandval.
- Un troisième étage de pâtures d’estive offrant des points de vue inoubliables sur le massif cantalien vers le nord et, vers le sud, un regard qui se perd sur l’horizon des Monts d’Aubrac. Le GR 4 et le GR 400 bordent la commune en ligne de crête, au nord et à l’ouest, à proximité du Plomb du Cantal (1 855 m). La vallée est également surplombée par un gigantesque bouchon de lave, le rocher de La Boyle qui évoque, quand on descend du col de la Grifoul, au niveau du hameau les Arzaliers, le profil d’une tête de lion. Le col de la Grifoul lui-même offre un site magnifique de pâturages et de burons de bergers à perte de vue, en direction du Plomb du Cantal, évoquant des paysages mongols. Depuis ce col, une piste praticable par tous véhicules, permet de se rendre au Buron de la Combe de la Saure, à quelques kilomètres de là, aménagé en restaurant d’estive, où l’on peut jouir, à la belle saison, d’une vue imprenable à presque 360° en prenant un repas traditionnel auvergnat. L’hiver, tout autour de la vallée, les balades en raquettes permettent de goûter au silence et la beauté de ces sites protégés. On admirera ainsi le pourpre des hêtraies sur la neige vierge, et les couchers de soleil d’une incroyable majesté.

Le patrimoine bâti est très riche.
- L’église de Brezons dédiée à saint Hilaire, inscrite à l’inventaire des monuments historiques, date des XIe et XIIe siècles. Elle s’élève sur le bord du rocher qui accueille le bourg du village. Quand on arrive d’Aurillac par Vigouroux, l’habitat ancien, assez bien sauvegardé, donne à celui-ci, avec ses ruelles étroites et ses maisons hautes, l’aspect d’un bourg fortifié qui regarde la vallée. De fait, le village s’organisait autrefois autour d’un château bâti sur le promontoire rocheux d’origine volcanique qui surplombe le bourg.
- L’église du Bourguet dédiée à sainte Anne, plus récente mais couverte elle aussi en lauzes du pays, se présente comme une petite église de montagne regroupant autour d’elles quelques maisons bien préservées dont elle semble assurer la protection.
- Une charmante petite chapelle dédiée à sainte Madeleine, bien entretenue, borde la route à l’entrée du hameau de Méjanesserre.
- La commune comportait plusieurs châteaux (dans le bourg, à la Boyle, à La Tuilière, à Montréal[2], à La Vidalenche[réf. nécessaire]) mais seul le donjon de celui de la Boyle dresse encore sa tour austère, en souvenir des seigneurs de Brezons.
- Il serait difficile de lister de façon exhaustive le petit patrimoine de la commune. Au moins quatre moulins à eau, dont certains de taille modeste et un seul habité. Les fours à pain qu’ils alimentaient sont plus d’une dizaine, dont quelques-uns seulement ont été restaurés. Enfin, la commune compte une trentaine de burons de vachers répartis entre 1 000 et 1 500 mètres d’altitude, datant des XVIIe et XVIIIe siècles, construits en encorbellement ou en voûte plein cintre. Elle compte le buron le plus élevé du massif cantalien, Costejaride, à 1 545 m. Certains ont été rénovés à partir d’initiatives privées, dont l’un avec le soutien financier du Département et de l’Europe.

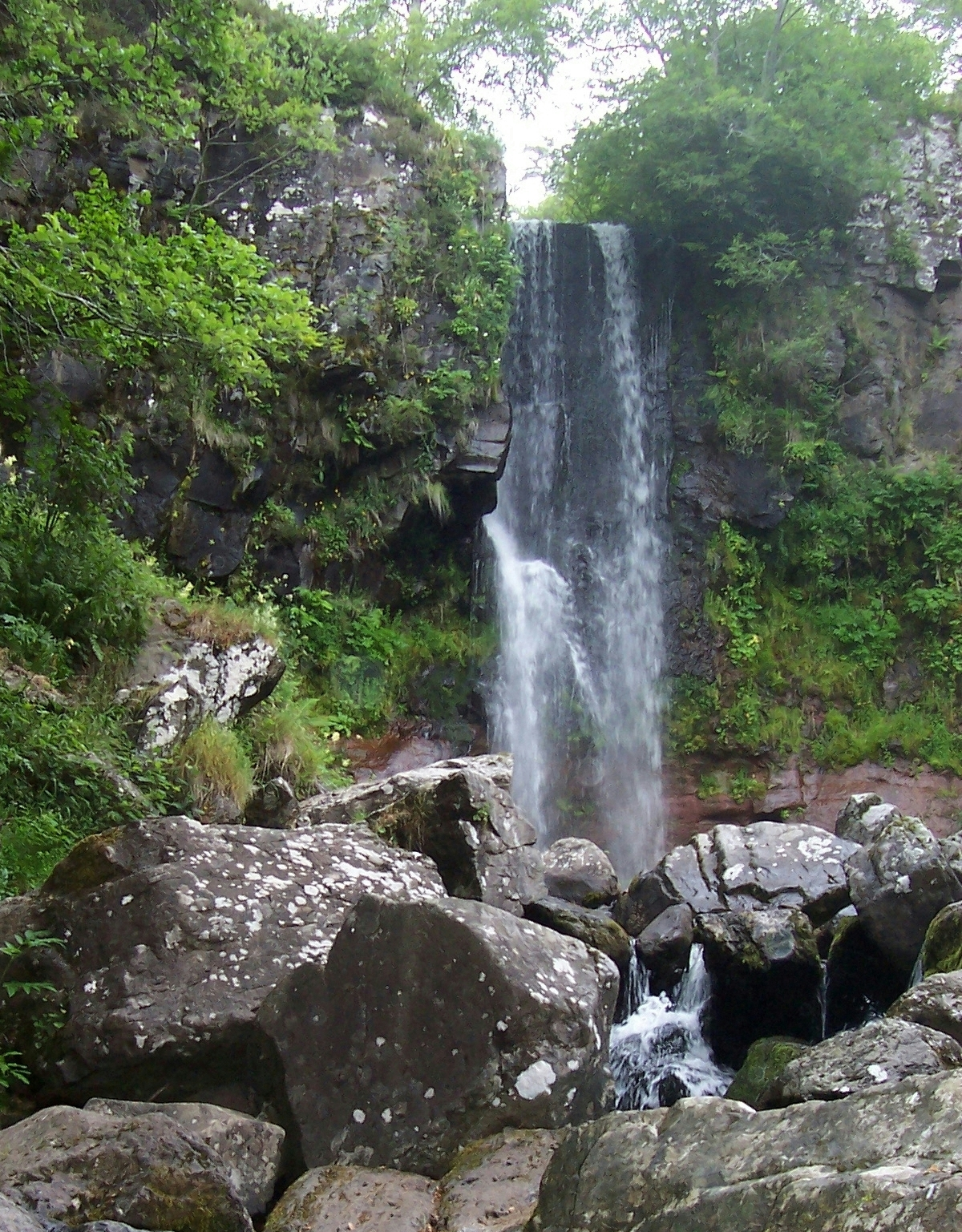
Cascade du Saut de la Truite.

### Climat
Pour des articles plus généraux, voir Climat d'Auvergne-Rhône-Alpes et Climat du Cantal.
En 2010, le climat de la commune est de type climat de montagne, selon une étude du CNRS s'appuyant sur une série de données couvrant la période 1971-2000. En 2020, Météo-France publie une typologie des climats de la France métropolitaine dans laquelle la commune est exposée à un climat de montagne ou de marges de montagne et est dans la région climatique  Ouest et nord-ouest du Massif Central, caractérisée par une pluviométrie annuelle de 900 à 1 500 mm, maximale en automne et en hiver. 
Pour la période 1971-2000, la température annuelle moyenne est de 8,1 °C, avec une amplitude thermique annuelle de 15,1 °C. Le cumul annuel moyen de précipitations est de 1 393 mm, avec 13,5 jours de précipitations en janvier et 8 jours en juillet. Pour la période 1991-2020, la température moyenne annuelle observée sur la station météorologique de Météo-France la plus proche, sur la commune de Valuéjols à 14 km à vol d'oiseau, est de 8,7 °C et le cumul annuel moyen de précipitations est de 892,1 mm,. Pour l'avenir, les paramètres climatiques de la commune estimés pour 2050 selon différents scénarios d'émission de gaz à effet de serre sont consultables sur un site dédié publié par Météo-France en novembre 2022.

## Urbanisme

### Typologie
Au 1er janvier 2024, Brezons est catégorisée commune rurale à habitat très dispersé, selon la nouvelle grille communale de densité à 7 niveaux définie par l'Insee en 2022.
Elle est située hors unité urbaine et hors attraction des villes,.

### Occupation des sols
L'occupation des sols de la commune, telle qu'elle ressort de la base de données européenne d’occupation biophysique des sols Corine Land Cover (CLC), est marquée par l'importance des forêts et milieux semi-naturels (76 % en 2018), une proportion sensiblement équivalente à celle de 1990 (76,4 %). La répartition détaillée en 2018 est la suivante : milieux à végétation arbustive et/ou herbacée (47,9 %), forêts (28,1 %), prairies (23 %), zones agricoles hétérogènes (1 %). L'évolution de l’occupation des sols de la commune et de ses infrastructures peut être observée sur les différentes représentations cartographiques du territoire : la carte de Cassini (XVIIIe siècle), la carte d'état-major (1820-1866) et les cartes ou photos aériennes de l'IGN pour la période actuelle (1950 à aujourd'hui).

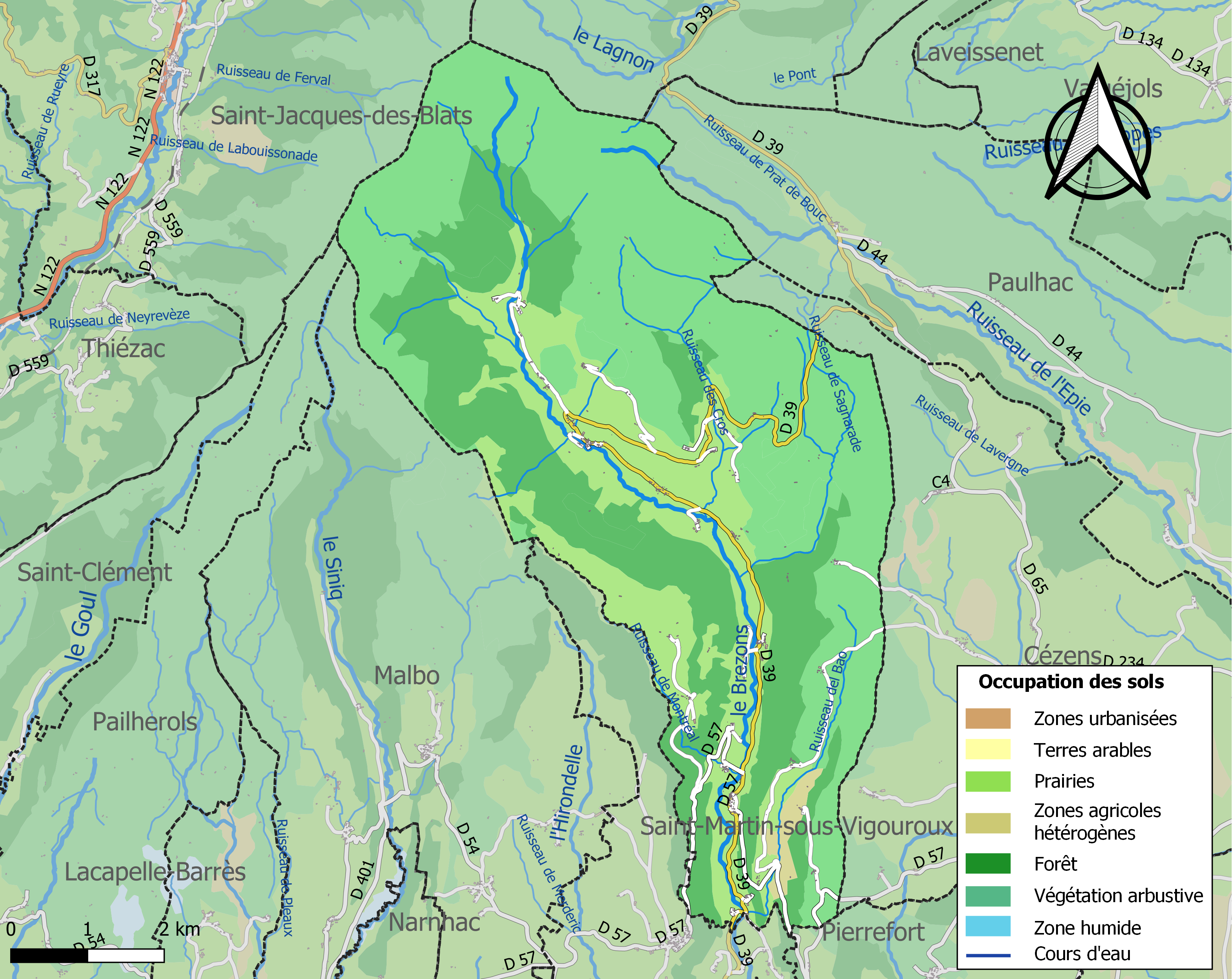
Carte des infrastructures et de l'occupation des sols de la commune en 2018 (CLC).

### Habitat et logement
En 2018, le nombre total de logements dans la commune était de 165, alors qu'il était de 165 en 2013 et de 182 en 2008.
Parmi ces logements, 46,5 % étaient des résidences principales, 43,1 % des résidences secondaires et 10,3 % des logements vacants. Ces logements étaient pour 99,4 % d'entre eux des maisons individuelles et pour 0,6 % des appartements.
Le tableau ci-dessous présente la typologie des logements à Brezons en 2018 en comparaison avec celle du Cantal et de la France entière. Une caractéristique marquante du parc de logements est ainsi une proportion de résidences secondaires et logements occasionnels (43,1 %) supérieure à celle du département (20,4 %) et à celle de la France entière (9,7 %). Concernant le statut d'occupation de ces logements, 87 % des habitants de la commune sont propriétaires de leur logement (85,4 % en 2013), contre 70,4 % pour le Cantal et 57,5 pour la France entière.
| Typologie                                               | Brezons | Cantal | France entière |
| ------------------------------------------------------- | ------- | ------ | -------------- |
| Résidences principales (en %)                           | 46,5    | 67,7   | 82,1           |
| Résidences secondaires et logements occasionnels (en %) | 43,1    | 20,4   | 9,7            |
| Logements vacants (en %)                                | 10,3    | 11,9   | 8,2            |

## Politique et administration

### Découpage territorial
La commune de Brezons est membre de l'intercommunalité Saint-Flour Communauté, un établissement public de coopération intercommunale (EPCI) à fiscalité propre créé le 1er janvier 2017 dont le siège est à Saint-Flour. Ce dernier est par ailleurs membre d'autres groupements intercommunaux.
Sur le plan administratif, elle est rattachée à l'arrondissement de Saint-Flour, à la circonscription administrative de l'État du Cantal et à la région Auvergne-Rhône-Alpes.
Sur le plan électoral, elle dépend du canton de Saint-Flour-2 pour l'élection des conseillers départementaux, depuis le redécoupage cantonal de 2014 entré en vigueur en 2015, et de la deuxième circonscription du Cantal  pour les élections législatives, depuis le dernier découpage électoral de 2010.

### Liste des maires
| Période                                  | Période                 | Identité        | Étiquette | Qualité  |
| ---------------------------------------- | ----------------------- | --------------- | --------- | -------- |
| Les données manquantes sont à compléter. |                         |                 |           |          |
| mars 2001                                | mars 2008               | Jean Begon      |           |          |
| mars 2008                                | 22 juillet 2019 (Décès) | Louis Manhes    |           | Retraité |
| novembre 2019                            | 2020                    | René Kaique     |           |          |
| 2020                                     | En cours                | Olivia Gueroult |           |          |

## Population et société

### Démographie
L'évolution du nombre d'habitants est connue à travers les recensements de la population effectués dans la commune depuis 1793. Pour les communes de moins de 10 000 habitants, une enquête de recensement portant sur toute la population est réalisée tous les cinq ans, les populations de référence des années intermédiaires étant quant à elles estimées par interpolation ou extrapolation. Pour la commune, le premier recensement exhaustif entrant dans le cadre du nouveau dispositif a été réalisé en 2007.

En 2022, la commune comptait 179 habitants, en évolution de −4,79 % par rapport à 2016 (Cantal : −1,08 %, France hors Mayotte : +2,11 %).
| 1793  | 1800  | 1806  | 1821  | 1831  | 1836  | 1841  | 1846  | 1851  |
| ----- | ----- | ----- | ----- | ----- | ----- | ----- | ----- | ----- |
| 1 265 | 1 253 | 1 305 | 1 401 | 1 470 | 1 388 | 1 354 | 1 193 | 1 183 |

| 1856  | 1861  | 1866 | 1872 | 1876 | 1881 | 1886  | 1891 | 1896 |
| ----- | ----- | ---- | ---- | ---- | ---- | ----- | ---- | ---- |
| 1 076 | 1 008 | 911  | 964  | 951  | 909  | 1 058 | 920  | 910  |

| 1901 | 1906 | 1911 | 1921 | 1926 | 1931 | 1936 | 1946 | 1954 |
| ---- | ---- | ---- | ---- | ---- | ---- | ---- | ---- | ---- |
| 851  | 766  | 805  | 688  | 628  | 607  | 617  | 586  | 551  |

| 1962 | 1968 | 1975 | 1982 | 1990 | 1999 | 2006 | 2007 | 2012 |
| ---- | ---- | ---- | ---- | ---- | ---- | ---- | ---- | ---- |
| 557  | 451  | 350  | 310  | 252  | 208  | 215  | 215  | 197  |

| 2017 | 2022 | - | - | - | - | - | - | - |
| ---- | ---- | - | - | - | - | - | - | - |
| 183  | 179  | - | - | - | - | - | - | - |

### Enseignement
Son école a fait parler d’elle lors de deux émissions de « Zone interdite ». Sauvée une première fois de la fermeture dont elle était menacée à cause du faible nombre d’enfants, elle n’a pu échapper à celle-ci en juin 2009.

## Économie
L’économie de la commune est encore essentiellement agricole, et ne compte plus les nombreux ouvriers qu’elle employait naguère.
Elle accueille en revanche une maison d’enfants à caractère social, « La Petite Maison », qui compte treize salariés, et est gérée par l’association « Terre de demain ».
En 1902, les commerces et artisans étaient encore nombreux : quatre aubergistes, quatre cafés, un charbonnier, un menuisier, un charron, un coiffeur, un cordonnier, trois couturières et modistes, un drapier, un rouennier, un mercier, deux épiciers, un forgeron, trois meuniers, deux sabotiers, un tailleur, un tabac, un boulanger.
Pour venir vivre aujourd’hui à Brezons, il faut aller travailler à l’extérieur : Saint-Flour à 30 min ; Aurillac à 50 min, quand la neige n’est pas de la partie, fermant le col de la Griffoul en direction de Murat.
La municipalité a entrepris de mettre en valeur peu à peu les ressources naturelles de la vallée en matière de tourisme durable, respectueux de la nature : aménagement de cinq sentiers de randonnée (été et hiver), accès aux cascades et autres sites remarquables.

## Culture locale et patrimoine

### Lieux et monuments
- Le château de Brezons, ruines.

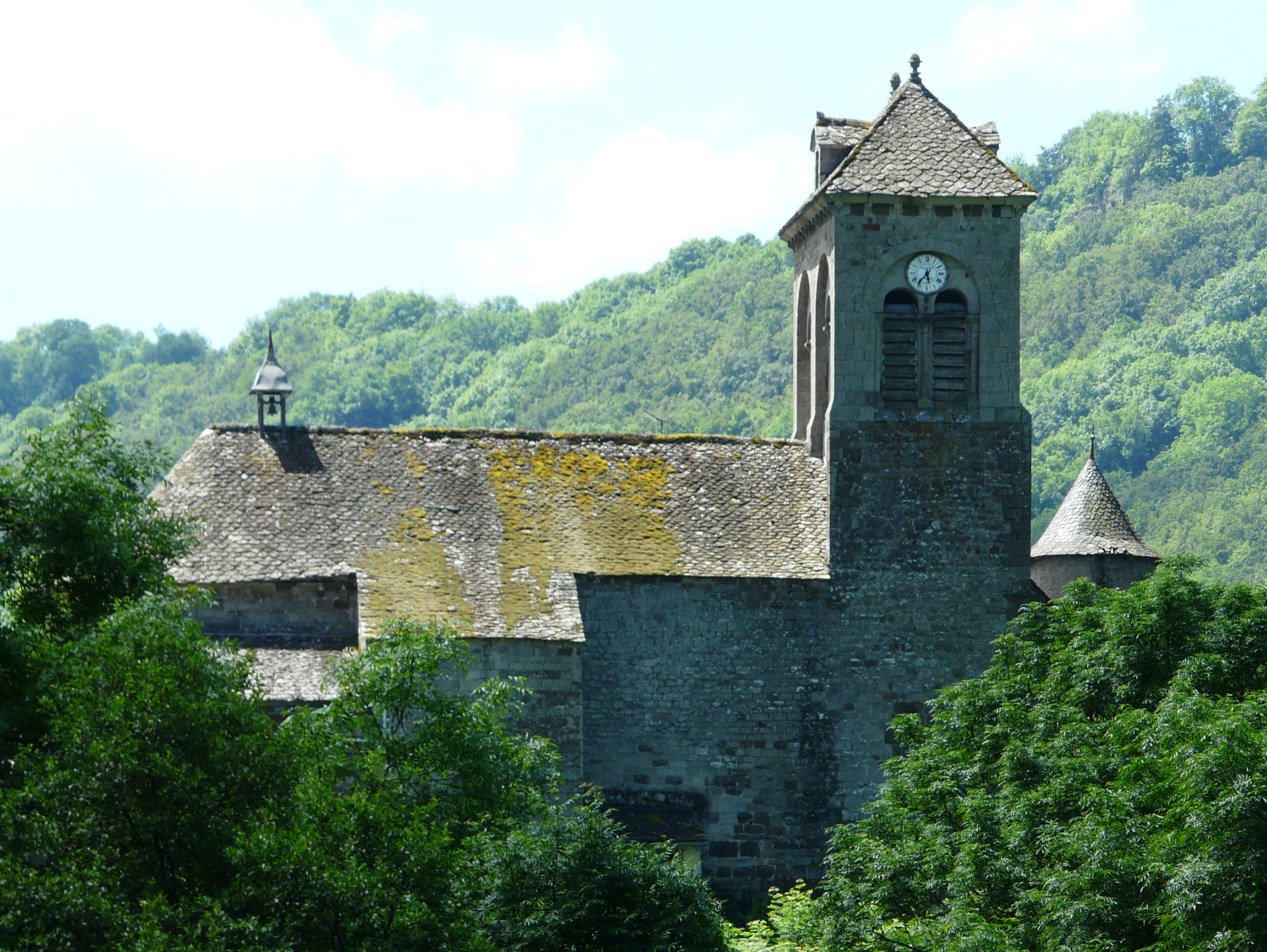
L'église Saint-Hilaire.

- Château de la Boyle, construit par la famille de Brezons, de nos jours ne reste que le donjon datant du XVe siècle. L'édifice est inscrit au titre des monuments historiques en 1958[20].
- Rocher de La Boyle,
- Église Saint-Hilaire de Brezons est un édifice roman datant du XIIe siècle ou du XIIIe siècle, inscrit au titre des monuments historiques en 1927[21].
- Église Sainte-Anne du Bourguet[22],[23].
- Chapelle Sainte-Madeleine-de-Méjanesserre.
- Chapelle du château de La Boyle.
- Cascade du Saut de la Truite, 28 mètres de chute (localisation : ruisseau de Livernade à 1 245 m d'altitude environ).
- Cascade de Livernade, 10 mètres de chute en 2 niveaux (localisation : ruisseau de Livernade à 1 300 m d'altitude environ)
- Cascade de l'Arbre de la Biche (localisation : ruisseau de Livernade à 1 310 m d'altitude environ)
- Cascade du Traou de Lougue (localisation : affluent du ruisseau de Livernade à 1 300 m d'altitude environ).
- Cascade de Grandval (localisation : ruisseau de Livernade à 1 430 m d'altitude environ).
- Cascade de Costejaride (localisation : ruisseau de Livernade à 1 440 m d'altitude environ).
- Cascade de la Cède (localisation : ruisseau de la Cède, un affluent du ruisseau de Livernade à 1 450 m d'altitude environ).
- Cascade des Baraques (localisation : ruisseau d'Encloux à 1 240 m altitude environ).
- Cascade d'Encloux, 12 mètres de chute (localisation : ruisseau d'Encloux à 1 150 m d'altitude environ).
- Cascade de la Praissinette, 8 m de chute (localisation : rivière de Brezons à 1 140 m d'altitude environ).
- Cascades des Plaines basses (localisation : ruisseau du bois des Plaines basses à 1 350 m et 1 120 m d'altitude environ).
- Cascade de Peyregrosse (localisation : ruisseau de Peyregrosse à 1 200 m d'altitude environ).
- Cascade du Cros Haut (localisation : ruisseau des Cros à 1 250 m d'altitude environ).Deux autres cascades de 10 et 25 mètres se situent quelques mètres plus bas .
- Cascades (4) du Cros Bas ( localisation : ruisseau des Cros à 1079 m d'altitude environ).
- Cascade du Pas du Chat (localisation : ruisseau de Sagnarade à 1 030 m d'altitude environ).
- Cascade de Sagnarade (localisation : ruisseau de Sagnarade à 950 m d'altitude environ).
- Cascade de Montréal (localisation : ruisseau de Montréal à 1 020 m d'altitude environ).
- Cascade de La Borie (localisation : ruisseau Del Bao à 850 m d'altitude environ).
- Lac des Cros 1369 mètres.
- Oratoires.
- Burons.
- Buron de Costejaride ou Coste Jarride ,  1 545 m , refuge de montagne
- Les sommets et cols de la commune :
- Puy Brunet 1 806 m
- Puy de la Cède 1 768 m
- Puy de Grandval 1 648 m
- Puy Gerbel 1 642 m
- Puy d'Encloux 1 636 m
- Puy de la Belle-Viste 1 555 m
- Croix d'Imbiquerou 1 531 m
- Puy Tariol 1 458 m
- Puy des Dames 1 185 m...
- Col de la Pourtoune 1 690 m
- Col de la Chèvre 1 618 m
- Cirque de Grandval
- Cirque d'Encloux
- Cirque de Mandres
- Cirque du Pré Rond

### Personnalités liées à la commune
- Jean Ajalbert est né en région parisienne, de parents nés à Brezons où Il vient pour la première fois en 1870.